# Гюнтер XII фон Шварцбург
Гюнтер XII фон Шварцбург (на немски: Günther XII von Schwarzburg; † 24 октомври 1308) е граф на Шварцбург.

## Произход
Той е син на граф Гюнтер IX фон Шварцбург-Бланкенбург († 1289) и първата му съпруга Ирмгард. Баща му се жени втори път за принцеса Хелена фон Саксония-Лауенбург († 1337), дъщеря на херцог Йохан I фон Саксония-Лауенбург († 1286). Внук е на граф Гюнтер VII фон Шварцбург-Бланкенбург († 1275/1278).

## Фамилия
Гюнтер XII се жени пр. 21 август 1301 г. за Мехтилд фон Кефернбург († 13 януари 1331/31 юли 1334), дъщеря на граф Гюнтер VI фон Шварцбург-Кефернбург. Те имат децата:
- Гюнтер XVII († ок. 1294/1320)
- Хайнрих IX († сл. 1358), граф на Шварцбург, господар на Лойхтенбург, женен I. 1315/1320 г. за Хелена фон Холщайн-Шаумбург († 1341), II. сл. 27 януари 1346 г. за Хелена фон Хоенцолерн-Нюрнберг († пр. 1374/1378)
- Ирмгард († 1340), омъжена за граф Гюнтер VIII фон Кефернбург († 1308)
- Гюнтер XVIII († 1354), граф на Шварцбург-Вахсенбург (1327 – 1354), женен пр. 24 ноември 1326 г. за Рихца фон Шлюселберг († 1348/1359)
- Хайнрих XI († 1326)
- Юта († сл. 1306), монахиня в манастир Илм
- София († сл. 1342), монахиня и приорес в манастир Илм
- Гюнтер XIX († сл. 1335), в орден в Христбург, Енгелбург
- Зигхард († сл. 1316/1326)